# Nuova strada ANAS 40 ex SS 659 (Variante Crevoladossola-Oira)
La nuova strada ANAS 40 ex SS 659 (Variante Crevoladossola-Oira) (NSA 40) era una strada statale italiana il cui tracciato costituiva una nuova variante della strada statale 659 di Valle Antigorio e Val Formazza. Attualmente, vista la sua maggiore efficienza, costituisce il primo tratto della strada statale.
Ha inizio dalla superstrada della strada statale 33 del Sempione, nel comune di Crevoladossola, e si innesta sulla strada statale 659 di Valle Antigorio e Val Formazza, dopo l'attraversamento della galleria Pontemaglio, nei pressi della località di Oira (Crevoladossola).
Trattandosi di una nuova variante il cui tracciato era decisamente più scorrevole e che eliminava l'attraversamento dell'abitato di Crevoladossola, venne deciso che andasse a sostituire il vecchio percorso e che divenisse di fatto il tratto iniziale della strada statale 659 di Valle Antigorio e Val Formazza, con inizio appunto dalla superstrada della strada statale 33 del Sempione.
Il vecchio tracciato della strada statale 659 di Valle Antigorio e Val Formazza che è stato sostituito da questa nuova variante è stato trasferito nel 2006 dall'ANAS al demanio della Provincia del Verbano-Cusio-Ossola e la nuova denominazione è divenuta strada provinciale 72 Crevoladossola-Pontemaglio (SP 72).